# Nicola Gravina
Nicola Gravina García (* 6. Dezember 1935 in Rio de Janeiro) ist ein ehemaliger brasilianischer Fußballspieler auf der Position eines Stürmers, der nach seiner aktiven Laufbahn lange als Spielervermittler tätig war. 

## Laufbahn
Über die fußballerischen Stationen von Gravina in seinem Heimatland Brasilien liegen kaum gesicherten Erkenntnisse vor. So soll er im Jahre 1960 für den FC São Paulo gespielt haben und danach nach Mexiko gekommen sein, wo er zuerst von 1961 bis 1963 beim Club Deportivo Oro, mit dem er in der Saison 1962/63 die mexikanische Fußballmeisterschaft gewann, agierte. Nach einem kurzzeitigen Wechsel zu den UNAM Pumas, für die er von 1963 bis 1964 in Erscheinung trat, kehrte er wieder zum Club Deportivo Oro zurück. Nachdem er hier noch bis 1965 gespielt hatte, wechselte Gravina García zuerst zum Club Deportivo Tampico und danach im Jahre 1966 zum Lokalrivalen Orinegros de Ciudad Madero, dem er ebenfalls nur für ein Jahr angehörte. Beim Versuch, die Mannschaft noch vor dem Abstieg zu bewahren, übernahm Gravina das Amt des Spielertrainers, konnte die Wende jedoch nicht mehr herbeiführen. Nach einer weiteren Station beim CD Irapuato (1967–1968), spielte Gravina im Spieljahr 1968 kurzzeitig für die Houston Stars mit Spielbetrieb in der North American Soccer League (NASL), der höchsten Spielklasse im nordamerikanischen Fußball, und wechselte danach wieder nach Mexiko, wo er von 1968 bis 1969 abermals für den Club Deportivo Oro aktiv war. Über spätere Karrierestationen ist nicht mehr bekannt.

## Erfolge
- Mexikanischer Meister: 1963